# Léonce de Tarragon
Pour les articles homonymes, voir Tarragon.
Louis, Charles, Léonce, marquis de Tarragon, né le 7 novembre 1813 à Châteaudun et mort dans cette même ville le 25 janvier 1897, est un ornithologue et collectionneur français.

## Biographie

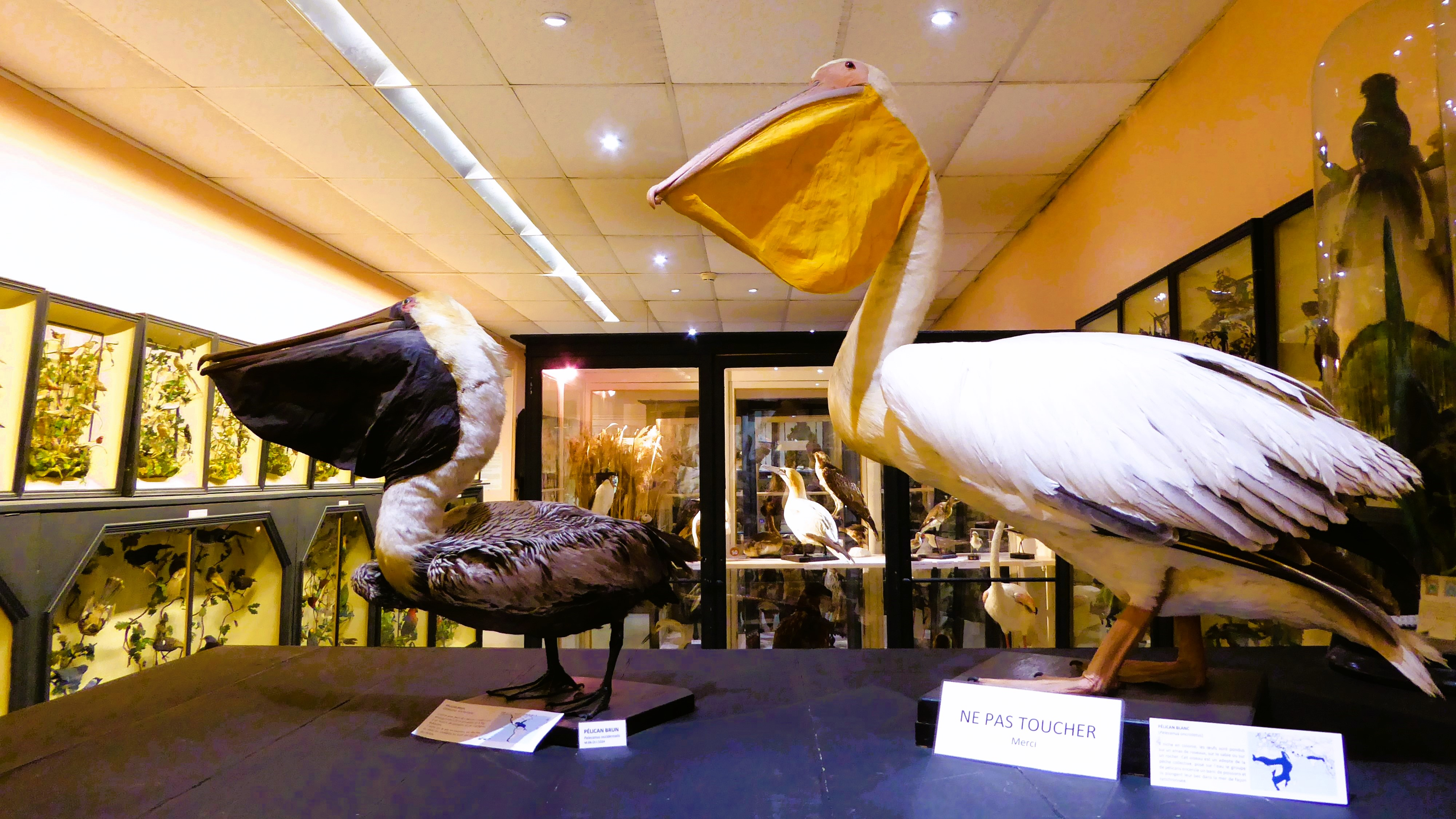
Salle Léon Tarragon du musée de Châteaudun.

Léonce de Tarragon est le fils d'Armand de Tarragon, propriétaire du château du Jonchet, maire de Flacey puis de Romilly-sur-Aigre et conseiller général du canton de Cloyes-sur-le-Loir, décoré du Lys en 1814, et de  Virginie Goislard de Villebresme.
Bienfaiteur de la ville de Châteaudun, il lui offrit sa collection d'oiseaux le 13 janvier 1897.
Cette collection d'ornithologie comprend environ 2 500 oiseaux naturalisés provenant du monde entier. De nombreuses espèces exotiques sont présentées au premier étage du musée des Beaux-Arts et d'Histoire Naturelle de Châteaudun, dans des vitrines ou des montages réalisés au XIXe siècle par le marquis Léonce de Tarragon.

## Hommages
- Trois taxons ont été nommés par Léonce de Tarragon : 
  - Macronyx ameliae de Tarragon, 1845. Nom vernaculaire français : Sentinelle à gorge rose. Espèce africaine de la famille des Motacillidae.
  - Cassicus pyrohypogaster  de Tarragon, 1847. Nom vernaculaire français : Carouge à poitrine rouge. Espèce de la famille des Ictéridae et endémique des montagnes de Colombie. L'espèce est aujourd'hui placée dans le genre Hypopyrrhus.
  - Fringilla funerea de Tarragon, 1847. Nom vernaculaire français : Combassou noir. Espèce africaine de la famille des Viduidae. L'espèce est aujourd'hui placée dans le genre Vidua.

Taxons nommés par Léonce de Tarragon
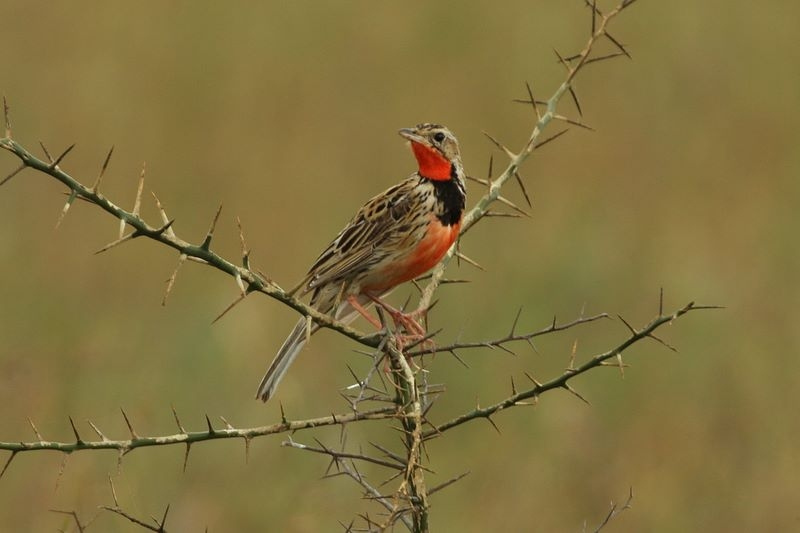
Sentinelle à gorge rose.
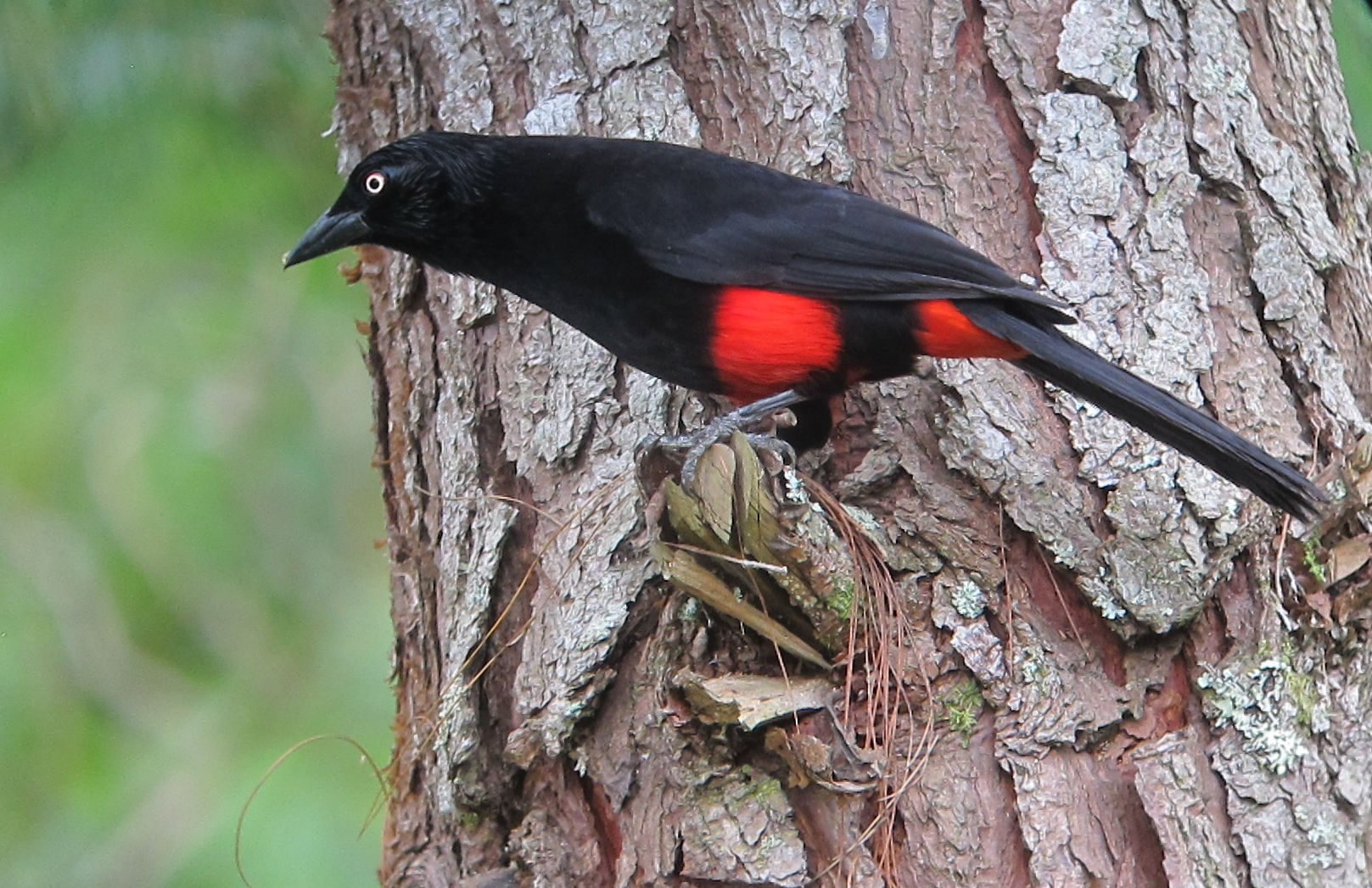
Carouge à ventre rouge.
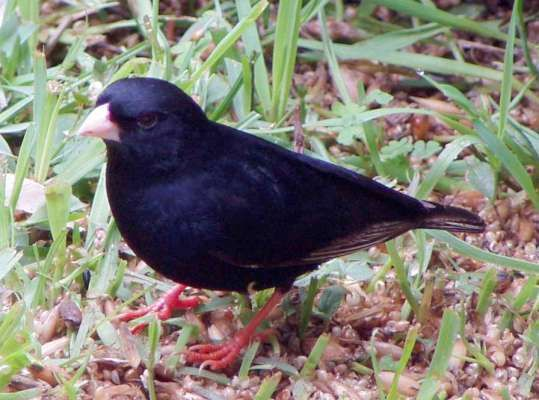
Combassou noir mâle.

- Une rue de Châteaudun, dans le lotissement de Saint-Jean, porte son nom : rue de Tarragon (délibération du conseil municipal d'octobre 1958).

## Sources
- Annuaire historique et biographique ..., volume 2, partie 5, Direction des archives historiques, 1846